# Thenighttimeproject
Thenighttimeproject ist eine schwedische Metal- und Rock-Band aus Avesta, die 2010 gegründet wurde.

## Geschichte
Die Band wurde im Jahr 2010 von dem Gitarristen, Bassisten, Keyboarder und ehemaligen Katatonia-Mitglied Fredrik „North“ Norrman gegründet. Norrmann entschied sich, inspiriert durch iamamiwhoami, zur Schreibung des Bandnamens ohne Leerzeichen. Ergänzt wurde die Besetzung durch den Sänger Tobias Netzell und den Schlagzeuger Nicklas Hjertton. Das selbstbetitelte Debütalbum erschien im Januar 2016. Im folgenden Jahr wurde die Single Anti Meridian veröffentlicht und Fredriks Bruder Mattias Norrman stieß als Bassist hinzu. Später im Jahr verließen Netzell und Hjertton die Besetzung. 2018 stießen der Schlagzeuger Jonas Sköld und der Sänger Alexander Backlund als Ersatz hinzu. Es folgten die Arbeiten zum nächsten Album und Proben für Auftritte. Das Album erschien 2019 unter dem Namen Pale Season bei Debemur Morti. Hierauf ist in dem Lied Signals in the Sky die Draconian-Sängerin Heike Langhans zu hören.

## Stil
Dave „That Metal Guy“ Campbell von metal-temple.com stellte in seiner Rezension zum Debütalbum Gemeinsamkeiten zu Katatonia und Porcupine Tree fest, wobei man sich in den Songs oft auf die Erschaffung einer speziellen Atmosphäre konzentriere. Zudem vernahm er Einflüsse aus Doom Metal und Ambient, wobei die Lieder meist sehr emotional seien. Lisa Gratzke vom Metal Hammer schrieb in ihrer Rezension zu Pale Season, dass, obwohl die Band stark an Katatonia erinnert, sie dennoch eigenständig klinge. Die Songs hätten meist einen düsteren und melancholischen Charakter. In ihnen mache man gelegentlich von Klargesang Gebrauch. In manchen Liedern werde der „Hörer durch doomig-rockige Sound-Täler“ getragen. Patrick Schmidt vom Rock Hard rezensierte das Album ebenfalls. Sowohl atmosphärisch als auch gesanglich erinnere die Gruppe mehrfach an TesseracT. „Schöne, melancholische Melodien“ würden auf „zerbrechliche Arrangements“ mit „tieftraurigen Gitarren“ treffen. Das Album sei nicht nur für Fans von Katatonia und TesseracT, sondern auch von Anathema geeignet. Eine Ausgabe später schrieb Schmidt, dass die Band sich auf „locker-flockig-melancholischem Progrock Terrain“ befindet. Im Interview mit ihm gab Fredrik Norrman an, dass er sich zur Gründung der Band entschieden hatte, um eine Art Mischung aus Ambient Rock und Pop zu spielen, die radiotauglich sei und ohne harte verzerrte Gitarren auskäme und somit nicht zu Katatonias stilistischer Ausrichtung gepasst hätte. Im selben Interview gab Alexander Backlund A Perfect Circle, Porcupine Tree, Paradise Lost, Nine Inch Nails und Type O Negative als seine wichtigsten Einflüsse an, wobei deren Schaffenszeit von 2001 bis 2004 für ihn am wichtigsten sei.

## Diskografie
- 2016: Thenighttimeproject (Album, Aftermath Music)
- 2017: Anti Meridian (Single, Valley Music Dalapop)
- 2019: Pale Season (Album, Debemur Morti)